# Viverridae
I Viverridi (Viverridae Gray, 1821) sono tra le famiglie più primitive di Carnivori, comprendenti animali comunemente noti come civette, genette, zibetti, zibetti delle palme, linsanghi e il binturong.

## Descrizione

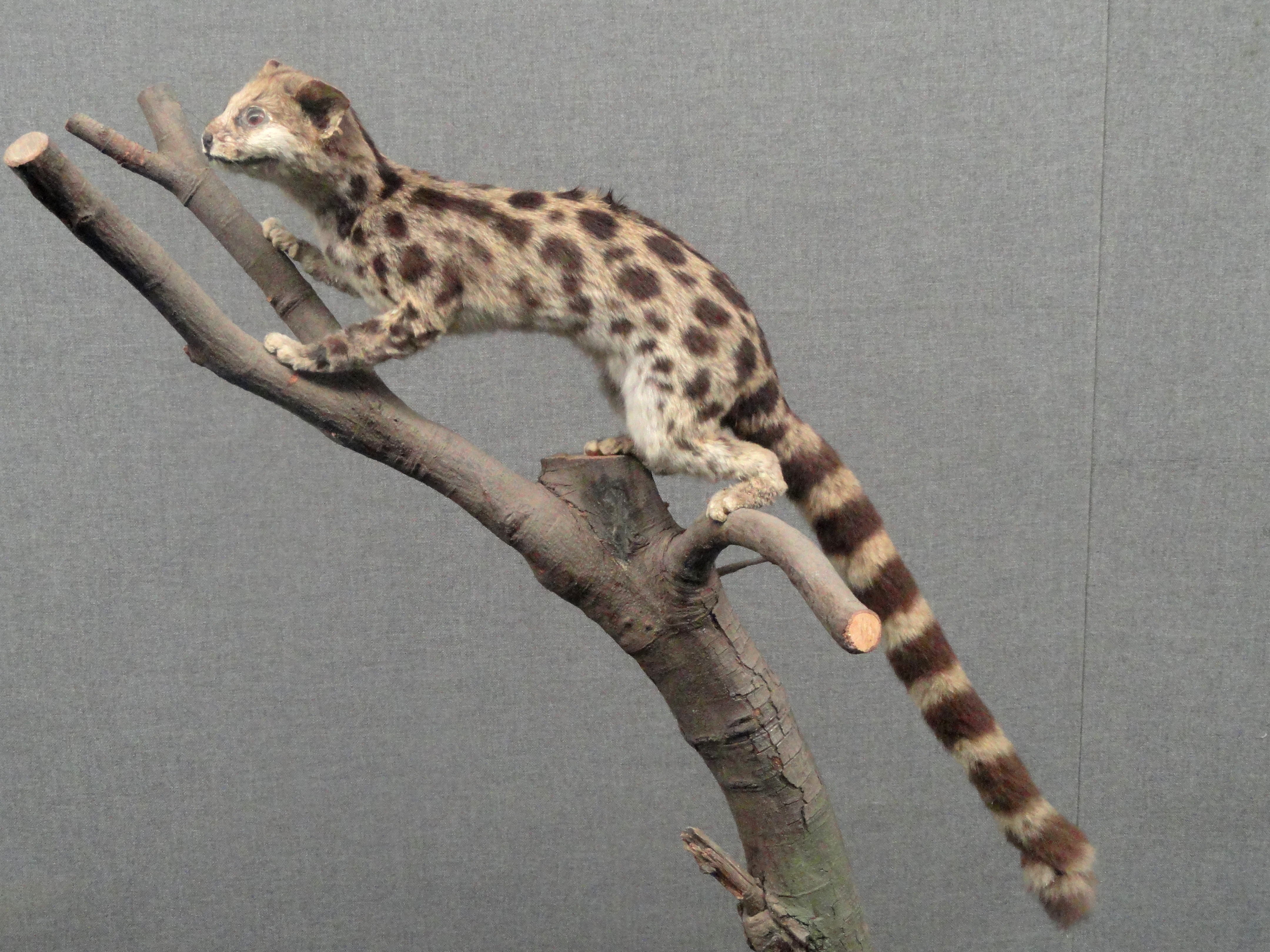
Prionodon pardicolor

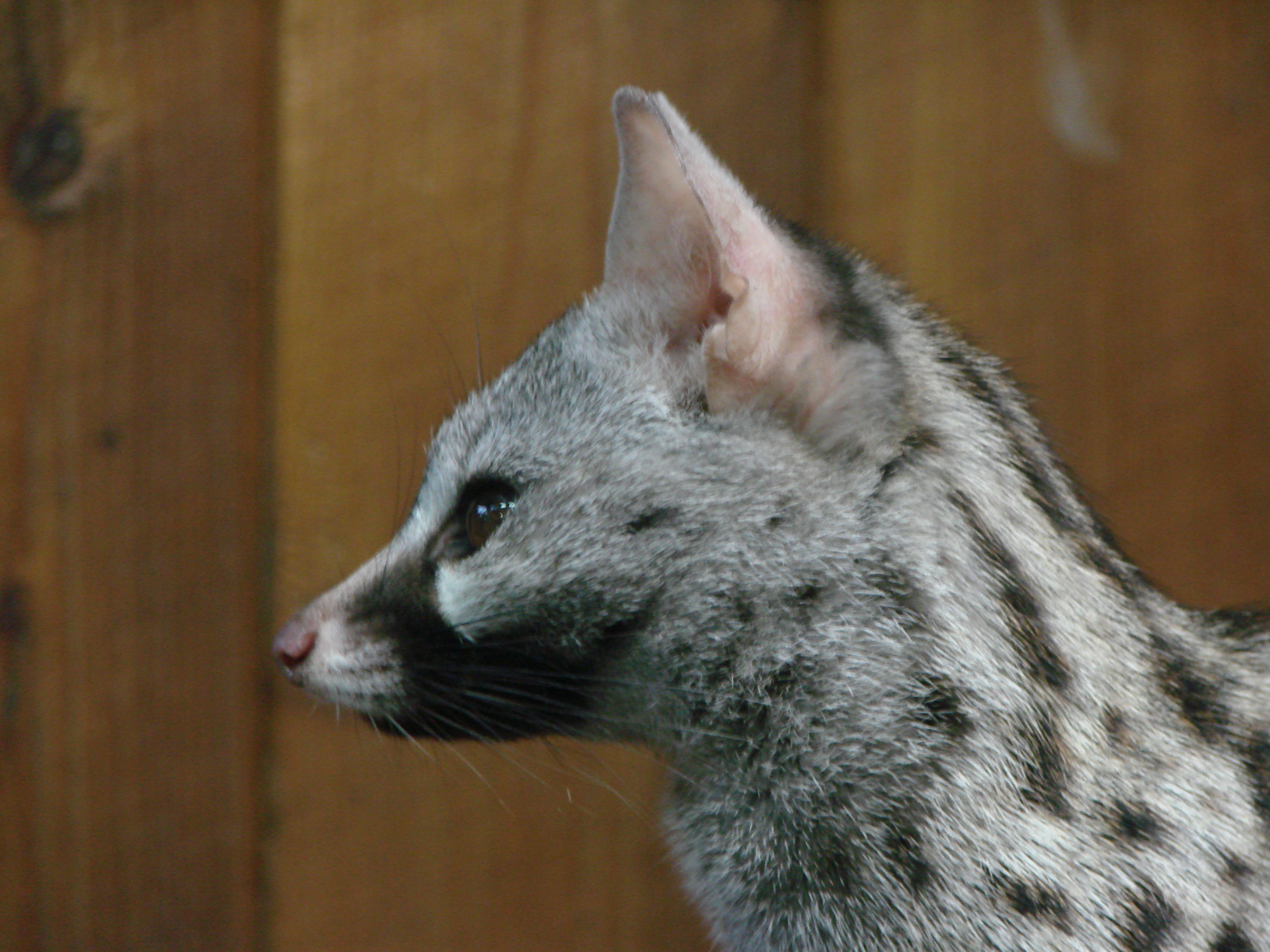
Genetta genetta

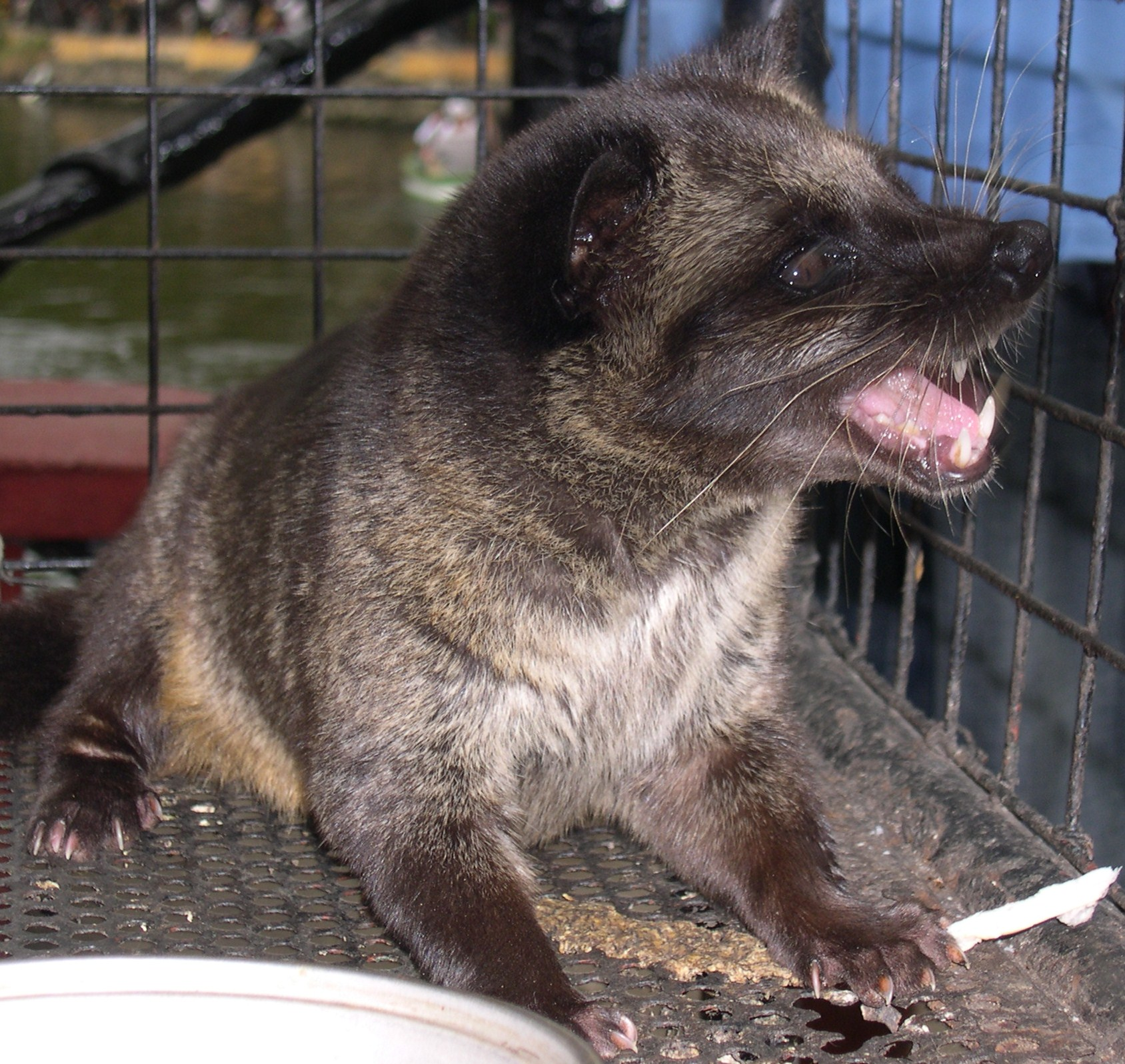
Paradoxurus hermaphroditus

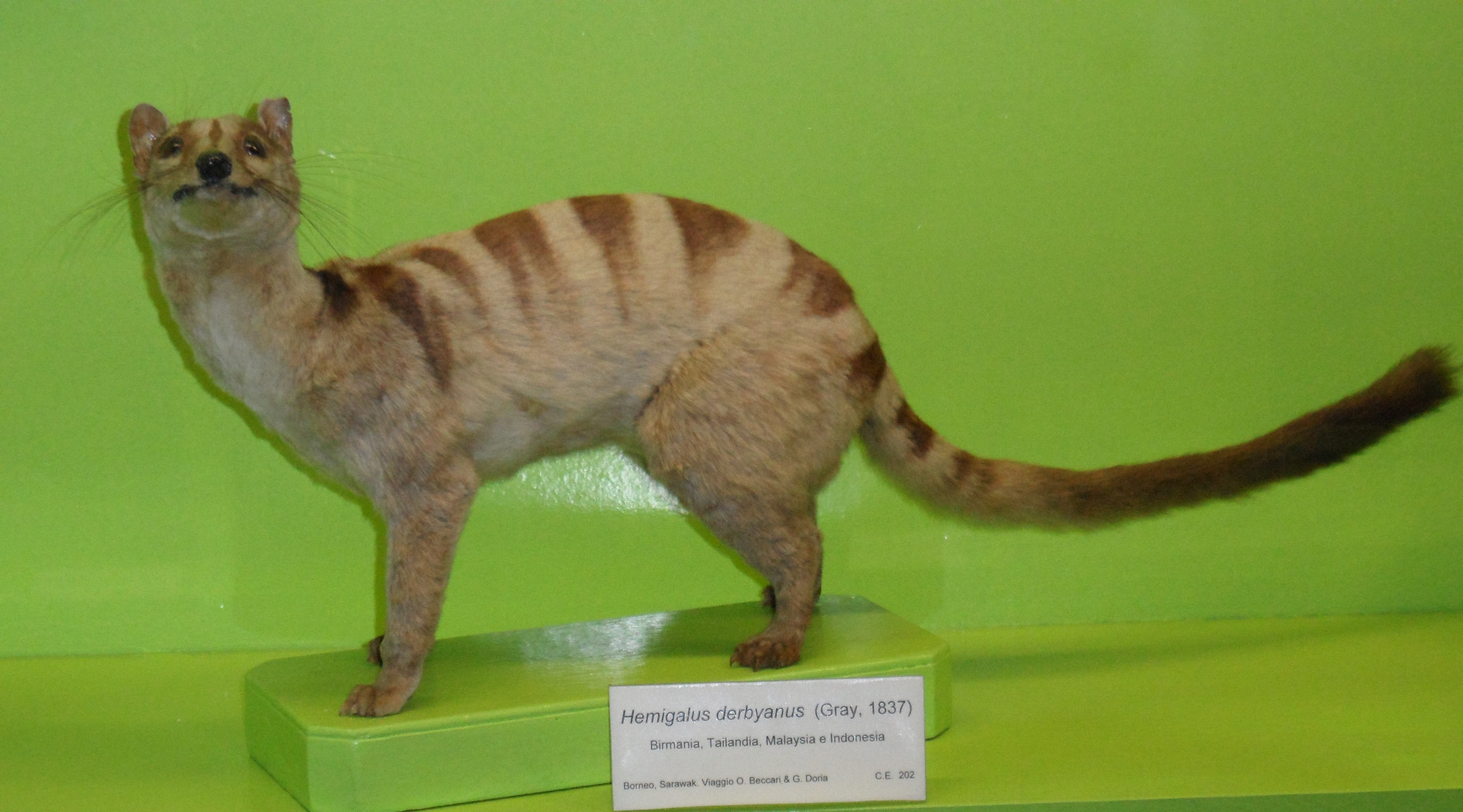
Hemigalus derbyanus

### Dimensioni
Comprendono specie di piccole-medie dimensioni, con la lunghezza totale tra i 675 mm di Poiana leightoni e i 2 m di Arctictis binturong.

### Aspetto
Il corpo è generalmente lungo e sinuoso con zampe relativamente corte e una coda molto lunga. Nel genere  Arctictis la coda è completamente prensile. Sono caratterizzati da 5 dita in ogni zampa, dalla presenza di vibrisse sotto il mento e dal tipico muso allungato. Il cranio, generalmente lungo e appiattito, presenta un apparato uditivo diviso in due ossa, il timpanico e l'ectotimpanico. Hanno solitamente 40 denti, tranne in Prionodon dove sono 38. Il secondo incisivo inferiore è elevato allo stesso livello del primo e del terzo. I canini sono abbastanza lunghi e i denti ferini sono ben sviluppati.
La struttura del piede è funzionale allo stile di vita delle varie specie. Nelle specie terricole è molto simile a quello dei Felidi, mentre in quelle arboricole i cuscinetti sono molto grandi. Un genere, Cynogale, adattato alla vita semi-acquatica, presenta dita palmate. I maschi hanno un osso penico. La vista, l'olfatto e l'udito sono ben sviluppati.

### Le ghiandole odorifere
Gran parte delle specie presentano delle ghiandole odorifere a diversi stadi di sviluppo che secernono una secrezione all'interno di sacchette poste intorno all'apertura anale.   
La funzione di tale sostanza è probabilmente quella di scambiare informazioni verso i propri simili, ma verosimilmente è utilizzata anche come strumento di deterrenza nei confronti di altri predatori. La particolare striatura della pelliccia di molte specie di Viverridi, simile a quella di altri carnivori, in particolare Mustelidae come le moffette e le puzzole, che utilizzano la stessa arma di difesa, è un segnale di avviso per gli altri animali della presenza di secrezioni nauseabonde.

## Biologia

### Comportamento
La maggior parte delle specie sono cacciatori notturni, spesso solitari ma generalmente mai gregari. Sono sia arboricoli che terricoli. Due specie sono adattate alla vita semi-acquatica. Alcune specie sono allevate per la produzione dello zibetto o come animali da compagnia.

### Alimentazione
I viverridi si nutrono di piccoli vertebrati, insetti, vermi, crostacei, molluschi ed anche di carogne. Alcune forme sono strettamente carnivore mentre altre aggiungono alla loro dieta sia frutta che radici. Talvolta irrompono in pollai e fattorie.

### Riproduzione
Generalmente si riproducono durante tutto l'anno, sebbene esistano anche forme con stagioni riproduttive. Normalmente nascono 1-6 piccoli due volte l'anno, ciechi ma ricoperti di pelo. L'aspettativa di vita può arrivare a 15 anni.

## Distribuzione e habitat
La famiglia è nativa dell'Europa meridionale, dell'Africa subsahariana e dell'Asia dal Subcontinente indiano fino all'Indonesia.
Vivono principalmente nelle foreste, sia primarie che secondarie, in savane alberate, dense boscaglie e anche ambienti suburbani. 

## Tassonomia
La famiglia è stata suddivisa in 4 sottofamiglie:
- Nessuna ghiandola odorifera, piede caratteristico delle specie terricole, andatura digitigrada. Tallone piccolo. Unghie retrattili.
  - Sottofamiglia Prionodontinae
    - Prionodon - Linsanghi asiatici
- Ghiandole odorifere presenti.
  - Piede caratteristico delle specie terricole, andatura digitigrada. Unghie semi-retrattili. Ghiandole odorifere altamente specializzate.
    - Sottofamiglia Viverrinae
      - Civettictis - Zibetti africani
      - Genetta - Genette
      - Poiana - Linsanghi africani
      - Viverra - Zibetti
      - Viverricula - Zibetti indiani

  - Piede caratteristico delle specie arboricole, andatura semi-plantigrada.
    - Gran parte del piede privo di peli. Ghiandole odorifere meno specializzate o in un genere assenti almeno nei maschi.
      - Sottofamiglia Paradoxurinae
        - Arctictis - Binturong
        - Arctogalidia - Zibetti delle palme dalle tre strisce
        - Macrogalidia - Zibetti delle palme di Sulawesi
        - Paguma - Zibetti delle palme mascherate
        - Paradoxurus - Zibetti delle palme

    - Gran parte del piede ricoperto di peli. Ghiandole odorifere piccole.
      - Sottofamiglia Hemigalinae
        - Chrotogale - Zibetti delle palme di Owston
        - Cynogale - Zibetti lontra
        - Diplogale - Zibetti delle palme di Hose
        - Hemigalus - Zibetti delle palme fasciate

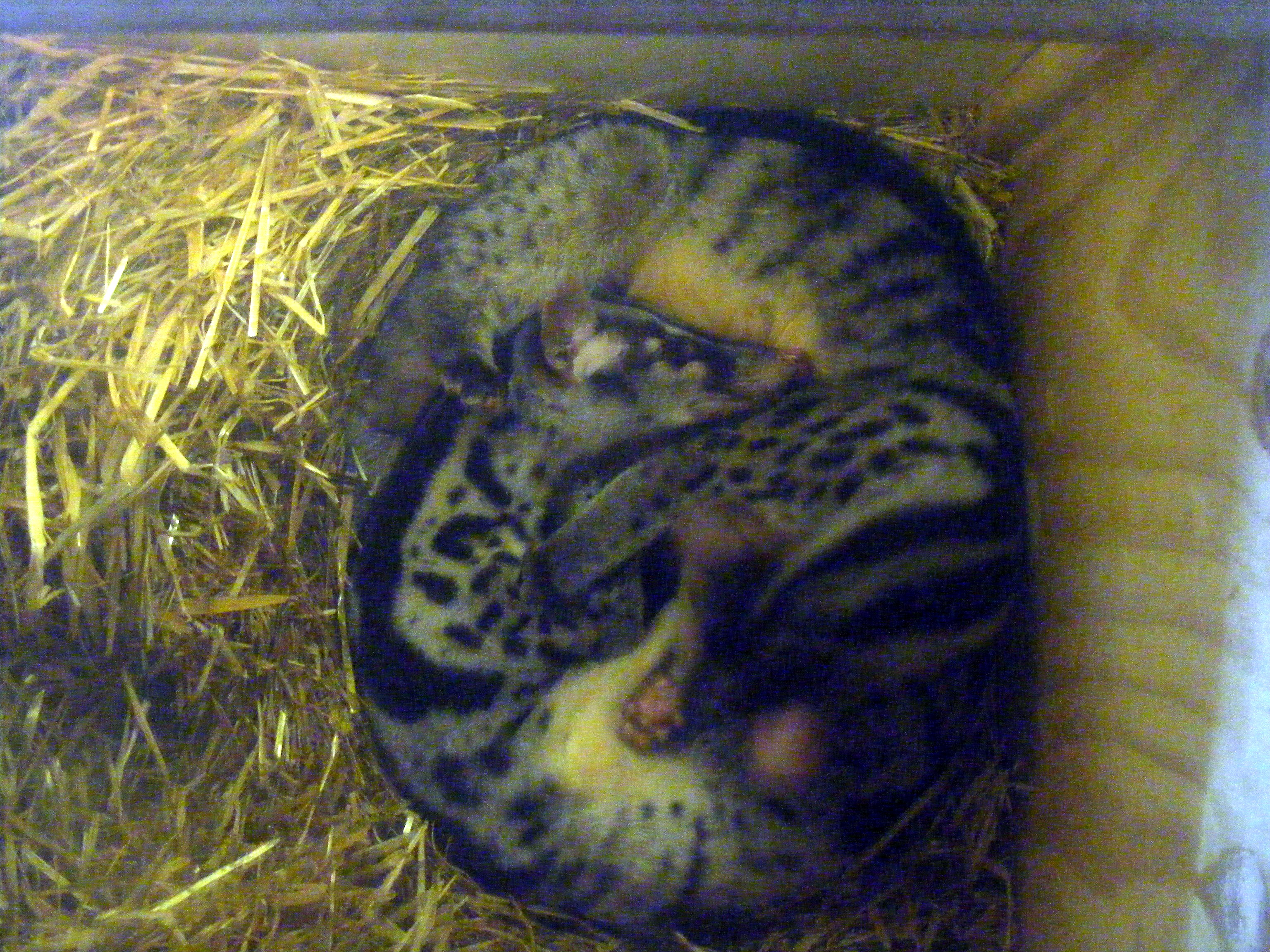
Chrotogale owstoni
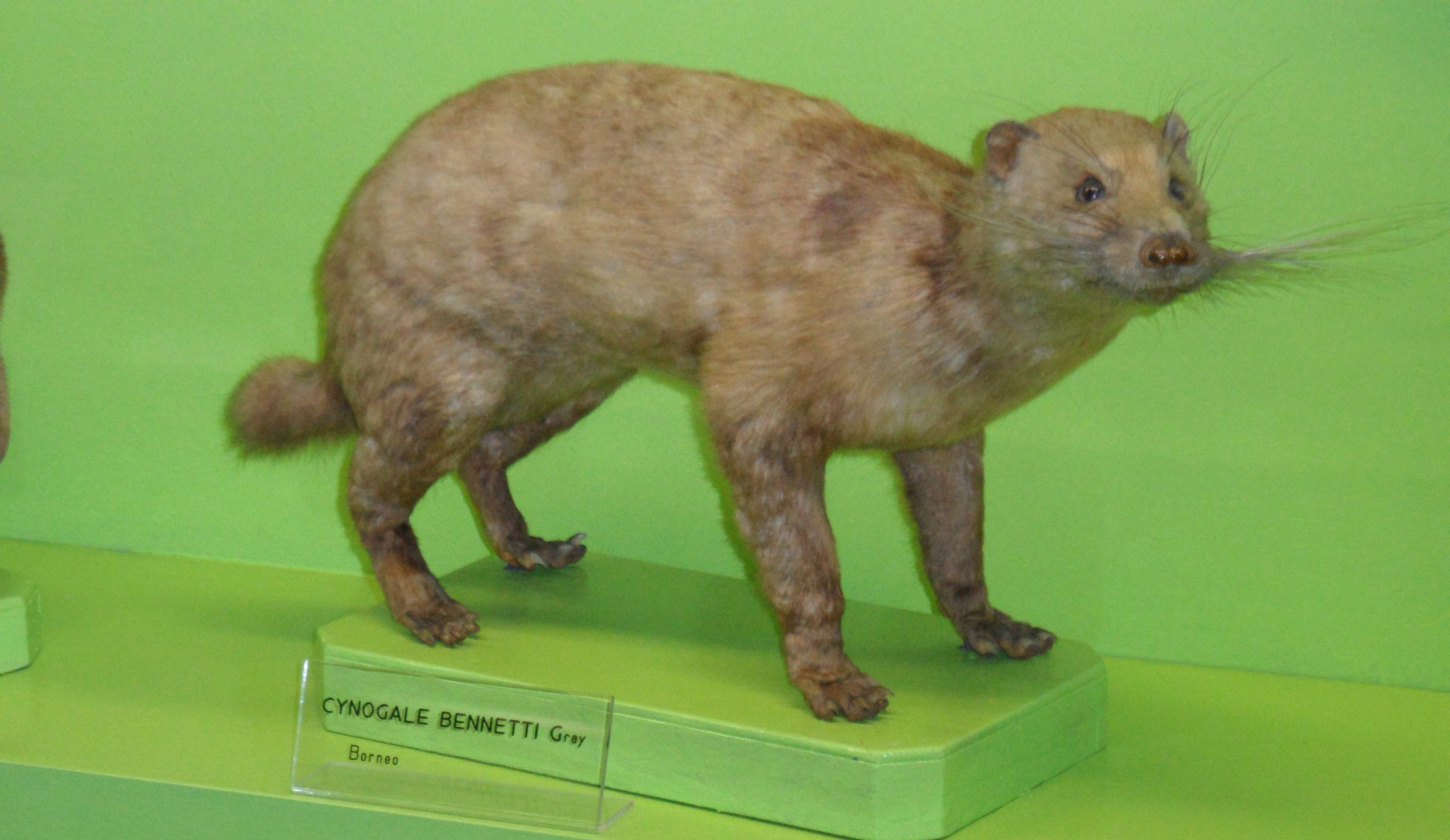
Cynogale bennettii
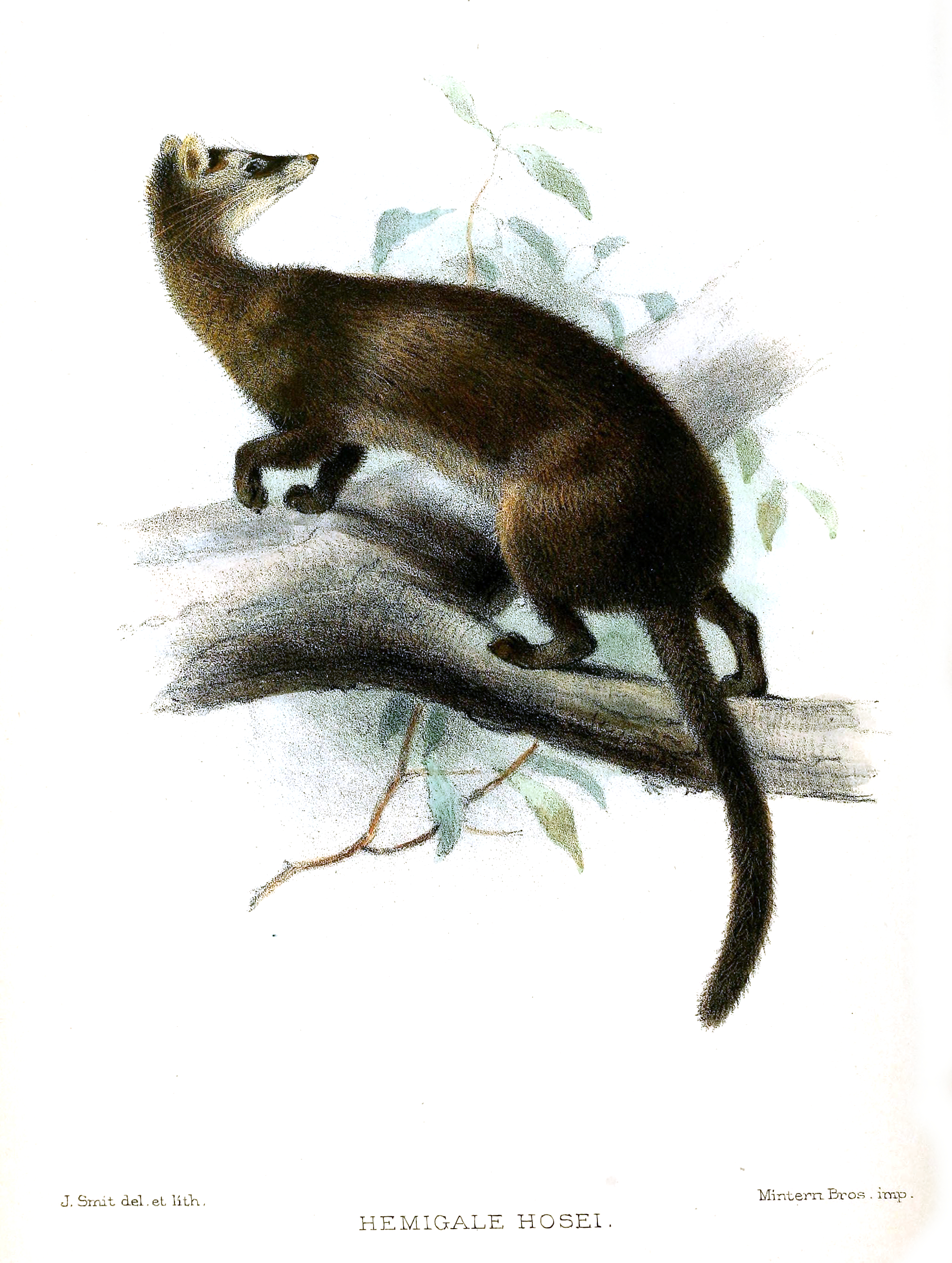
Diplogale hosei
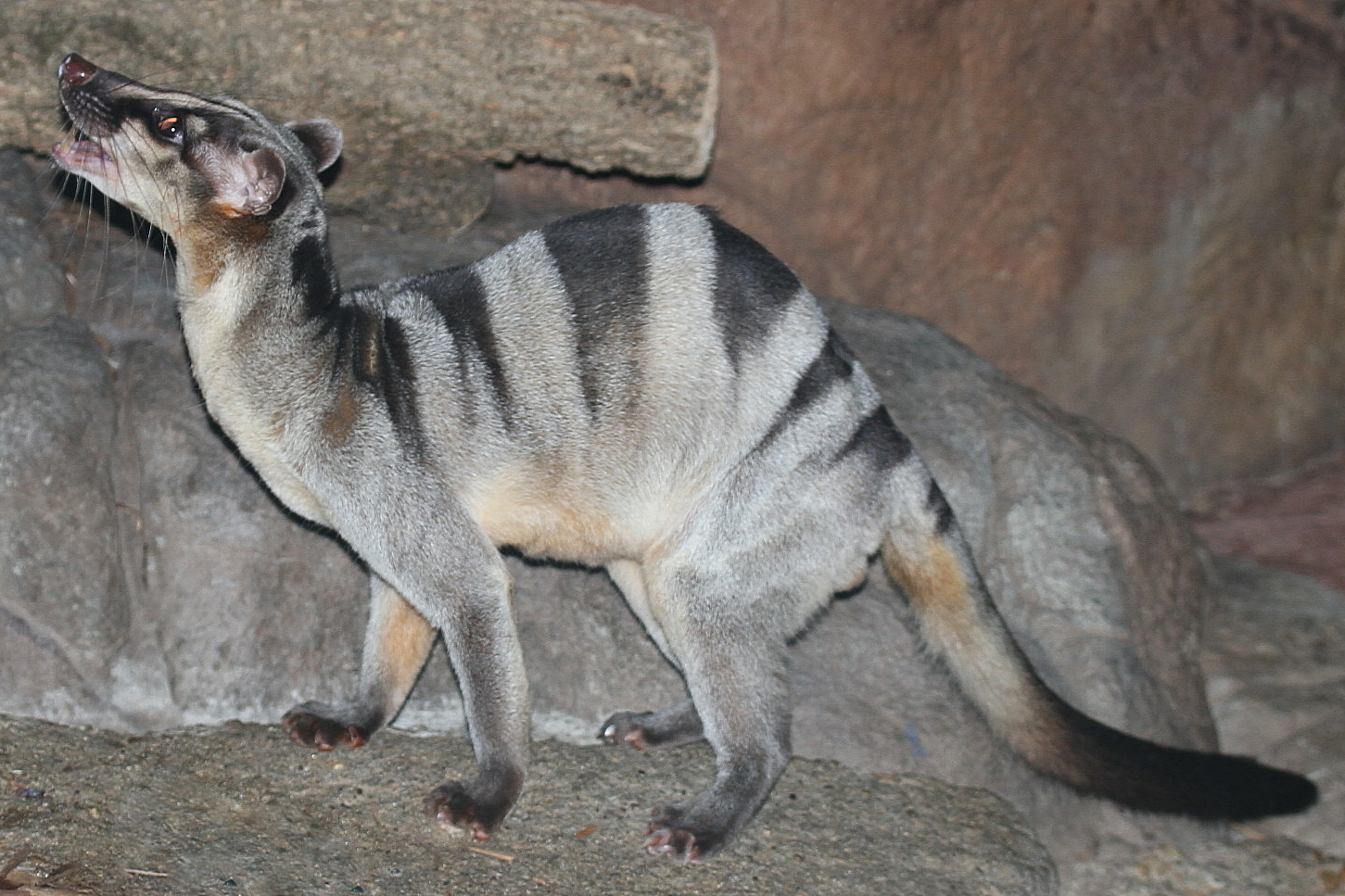
Hemigalus derbyanus
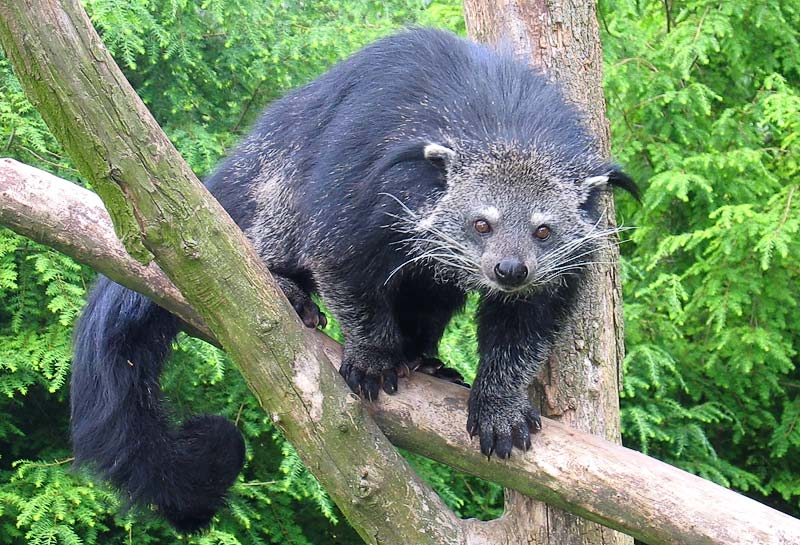
Arctictis binturong
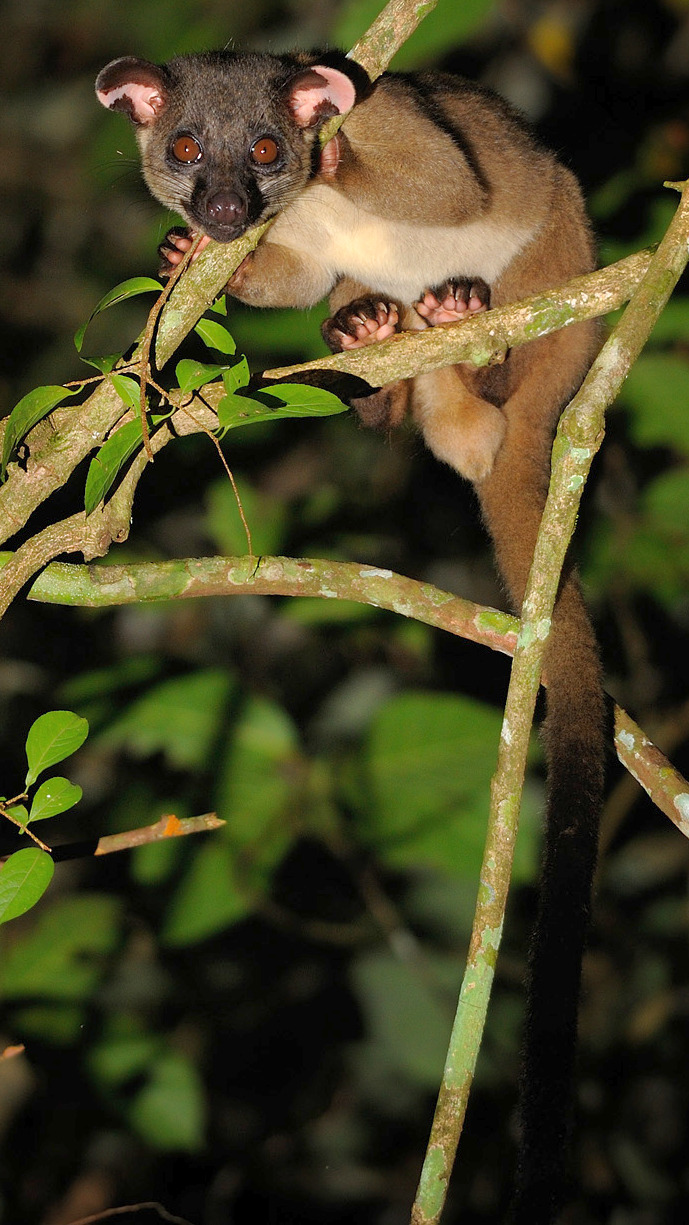
Arctogalidia trivirgata
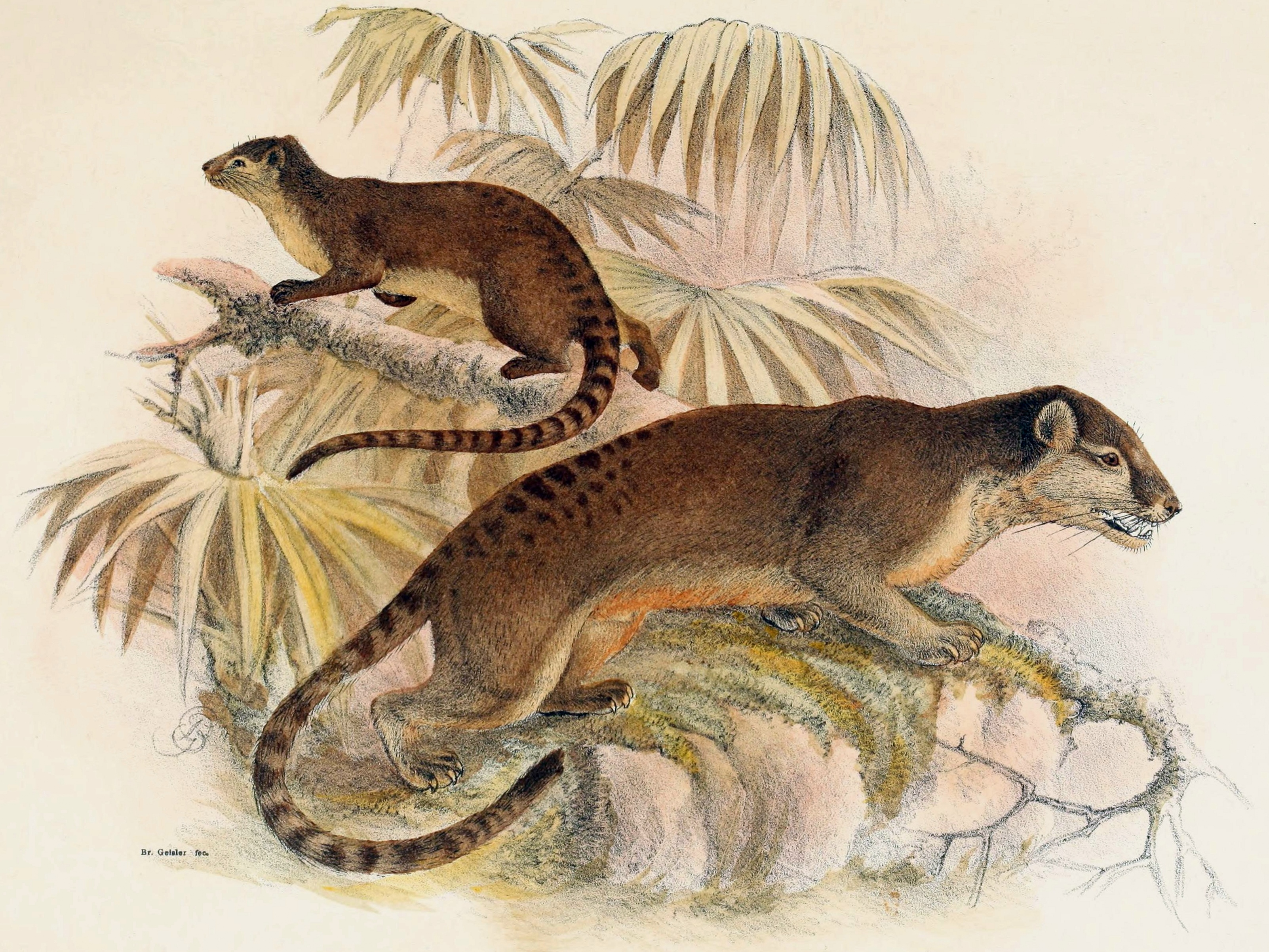
Macrogalidia musschenbroekii
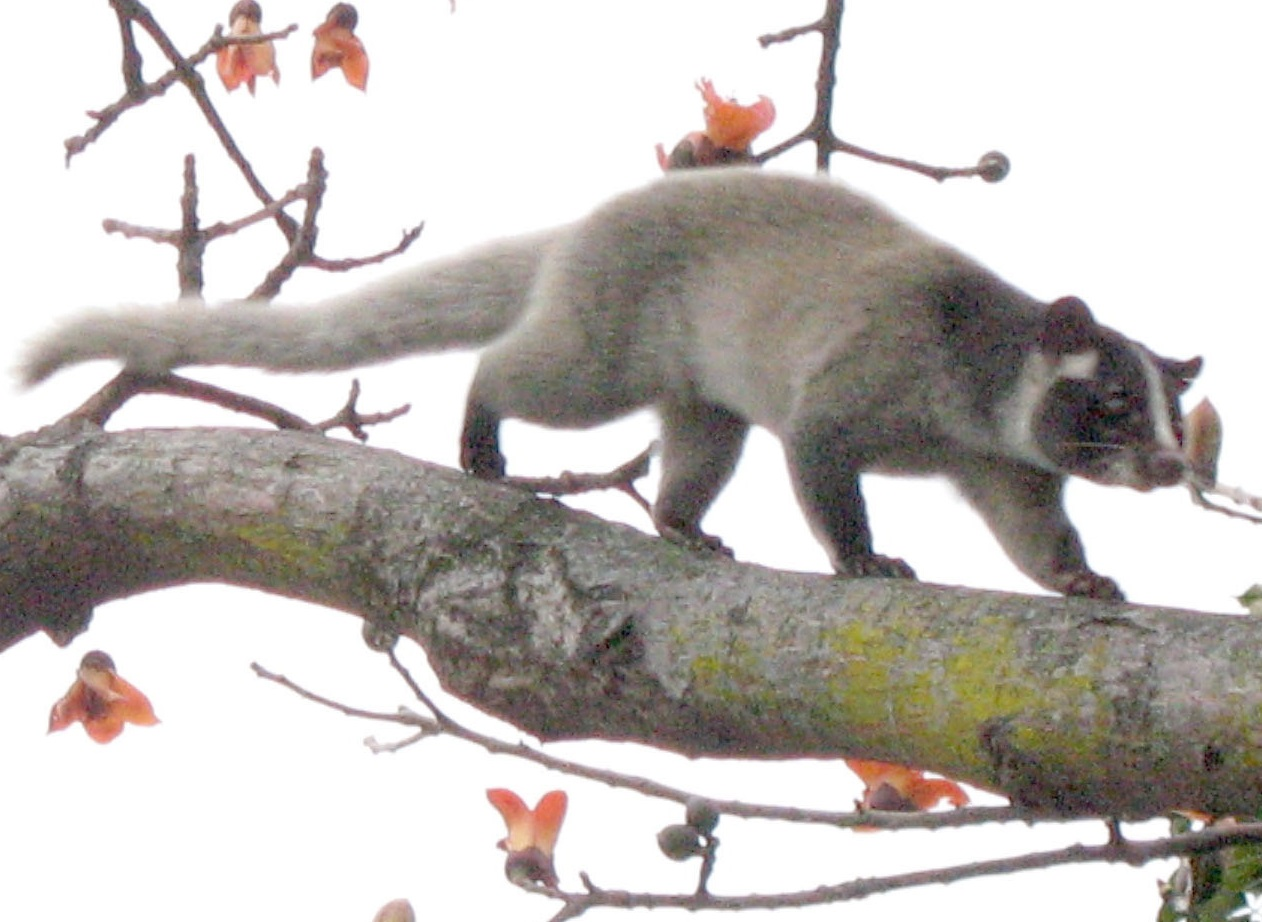
Paguma larvata
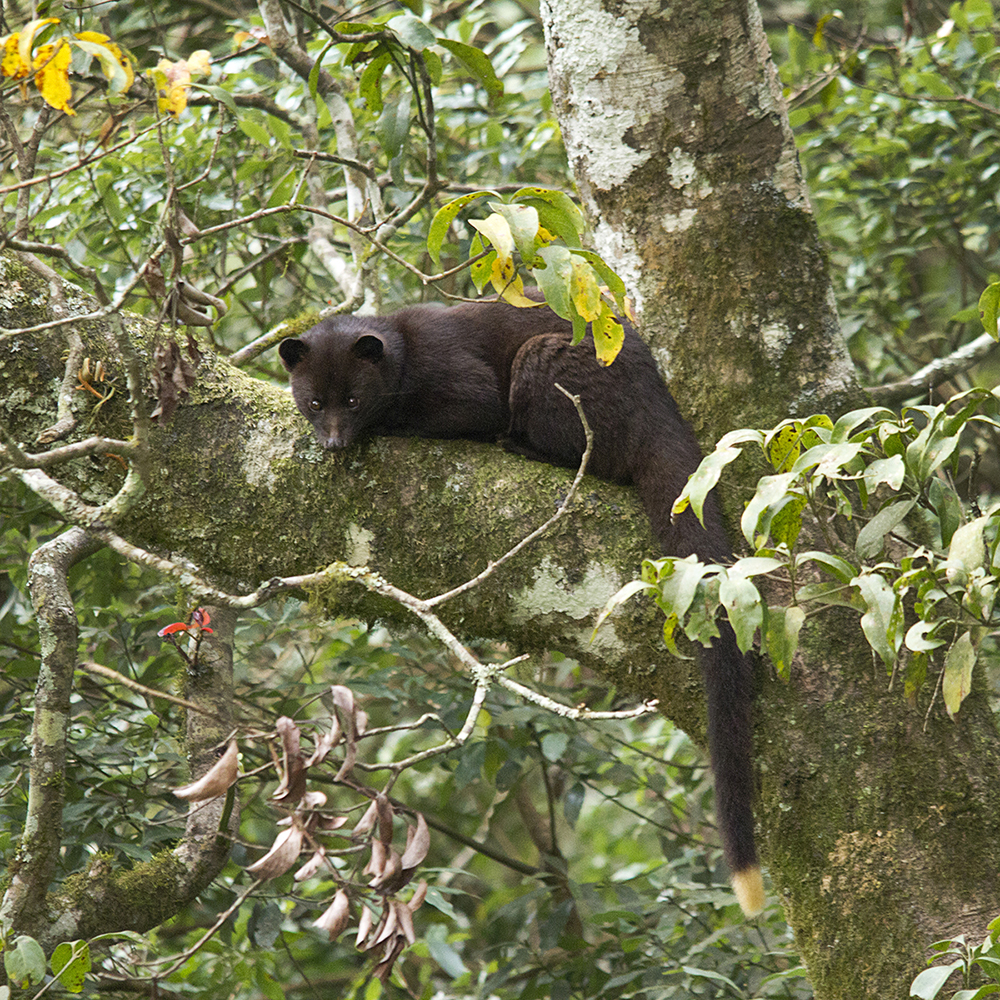
Paradoxurus jerdoni
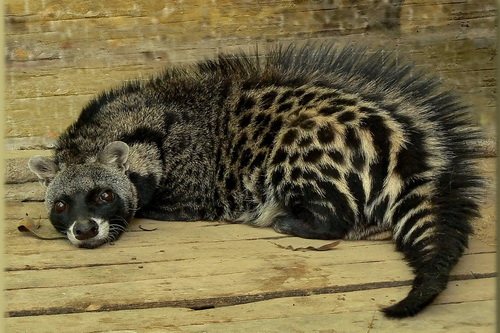
Civettictis civetta
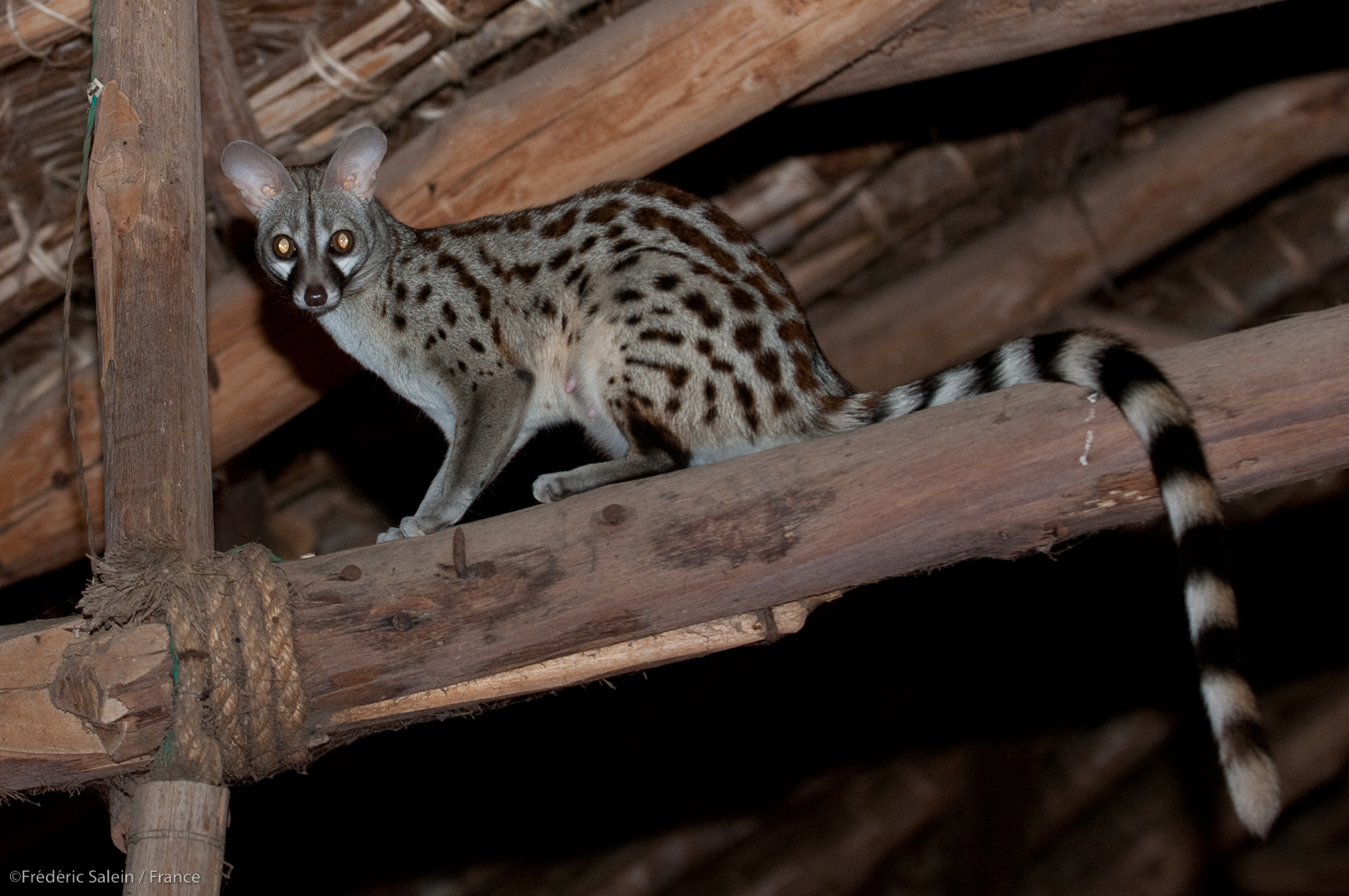
Genetta genetta
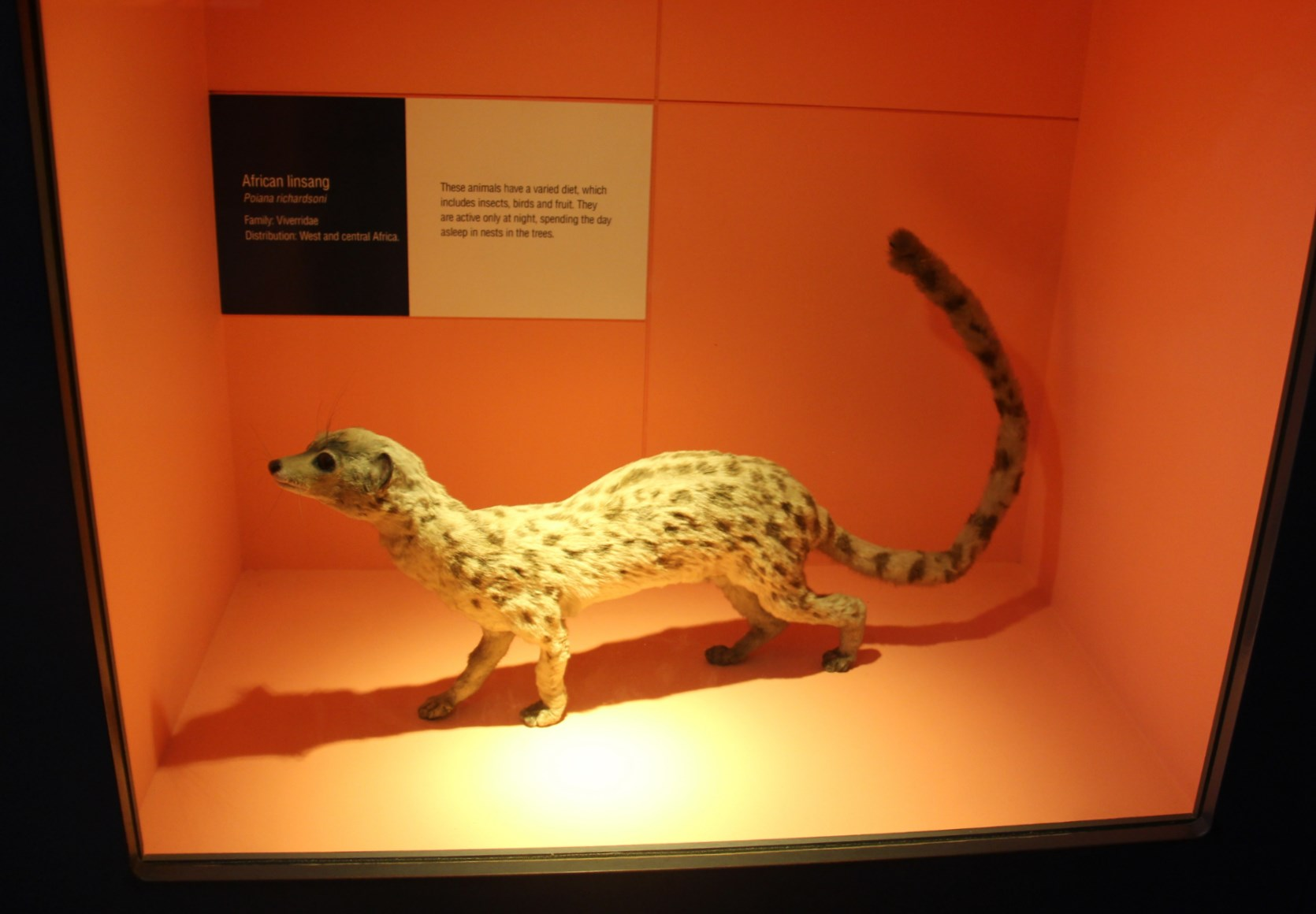
Poiana richardsonii
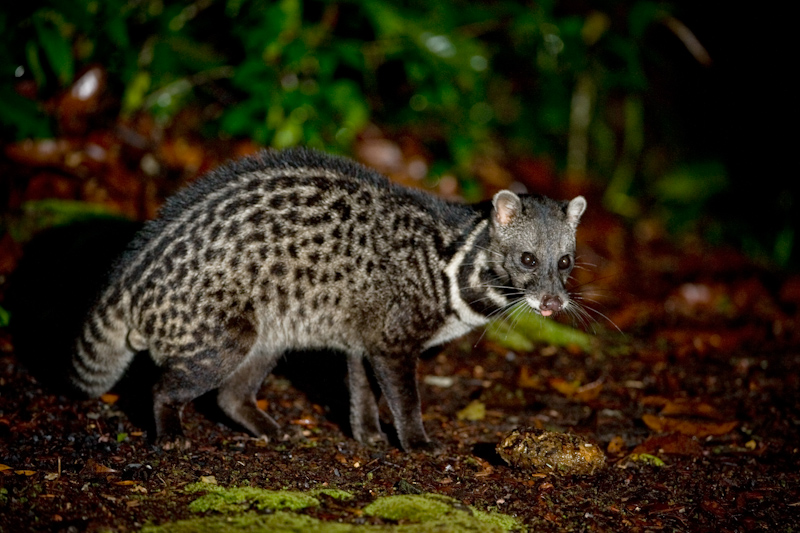
Viverra tangalunga
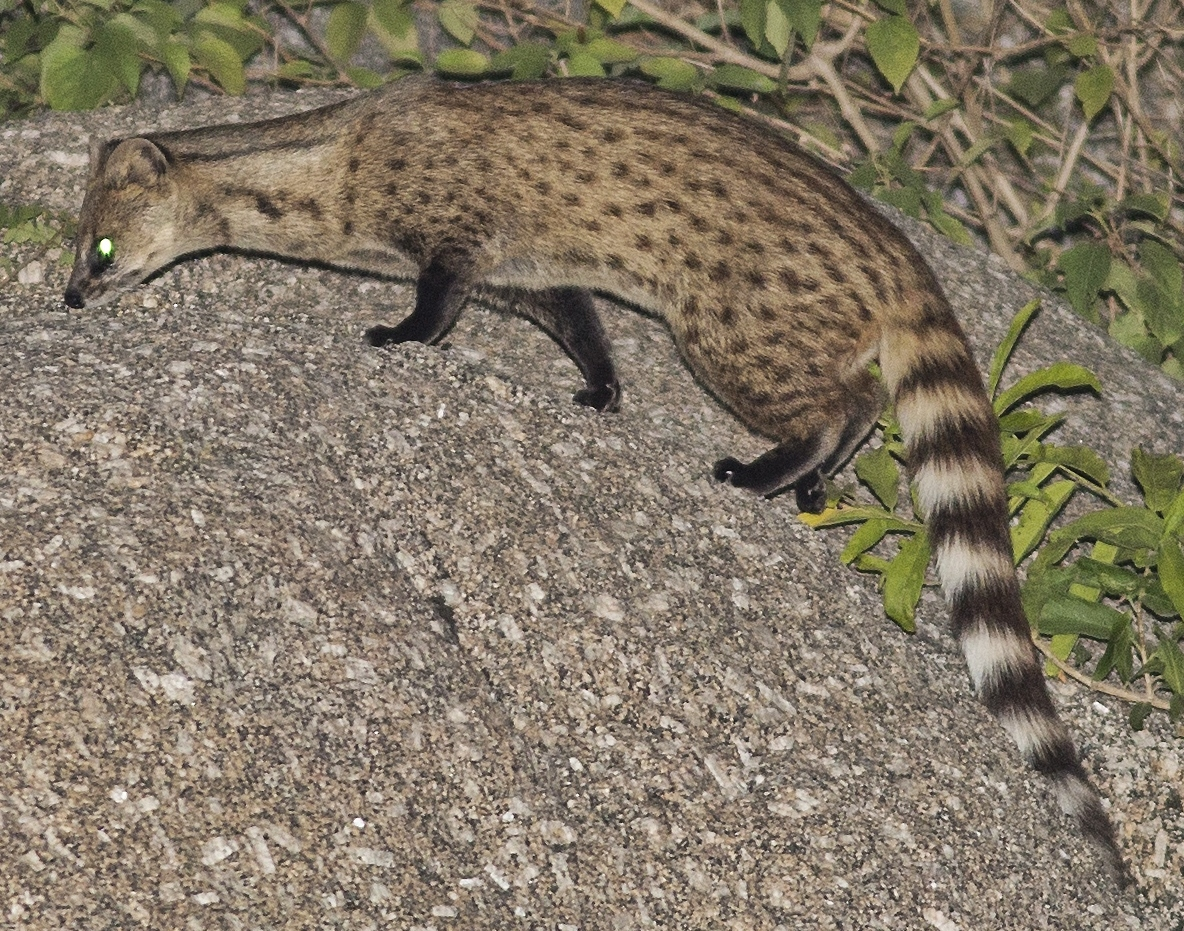
Viverricula indica

## Evoluzione
La famiglia è presente in Europa dall'Eocene, dall'Oligocene in Asia e dal primo Miocene in Africa (con il genere Kanuites).